# Oxymycterus josei
Oxymycterus josei là một loài động vật có vú trong họ Cricetidae, bộ Gặm nhấm. Loài này được Hoffmann, Lessa, & Smith mô tả năm 2002.